# Yves Loday
Yves Loday, né le 27 septembre 1955 à Guérande, est un navigateur français qui tient le poste de barreur. Il participe à différentes épreuves de voile, et a obtenu ses meilleurs résultats en Tornado et en Soling.

## Palmarès

### Jeux olympiques
- Médaille d'or aux Jeux olympiques de 1992 à Barcelone en classe Tornado avec Nicolas Hénard[1],[2].

### Championnats du monde
- 3e en 1981 et 1983 en classe Tornado

### Championnats de France
- Champion de France de Soling en 1994

### Autres
Il remporte le Trophée Clairefontaine en 1993.

## Architecte naval

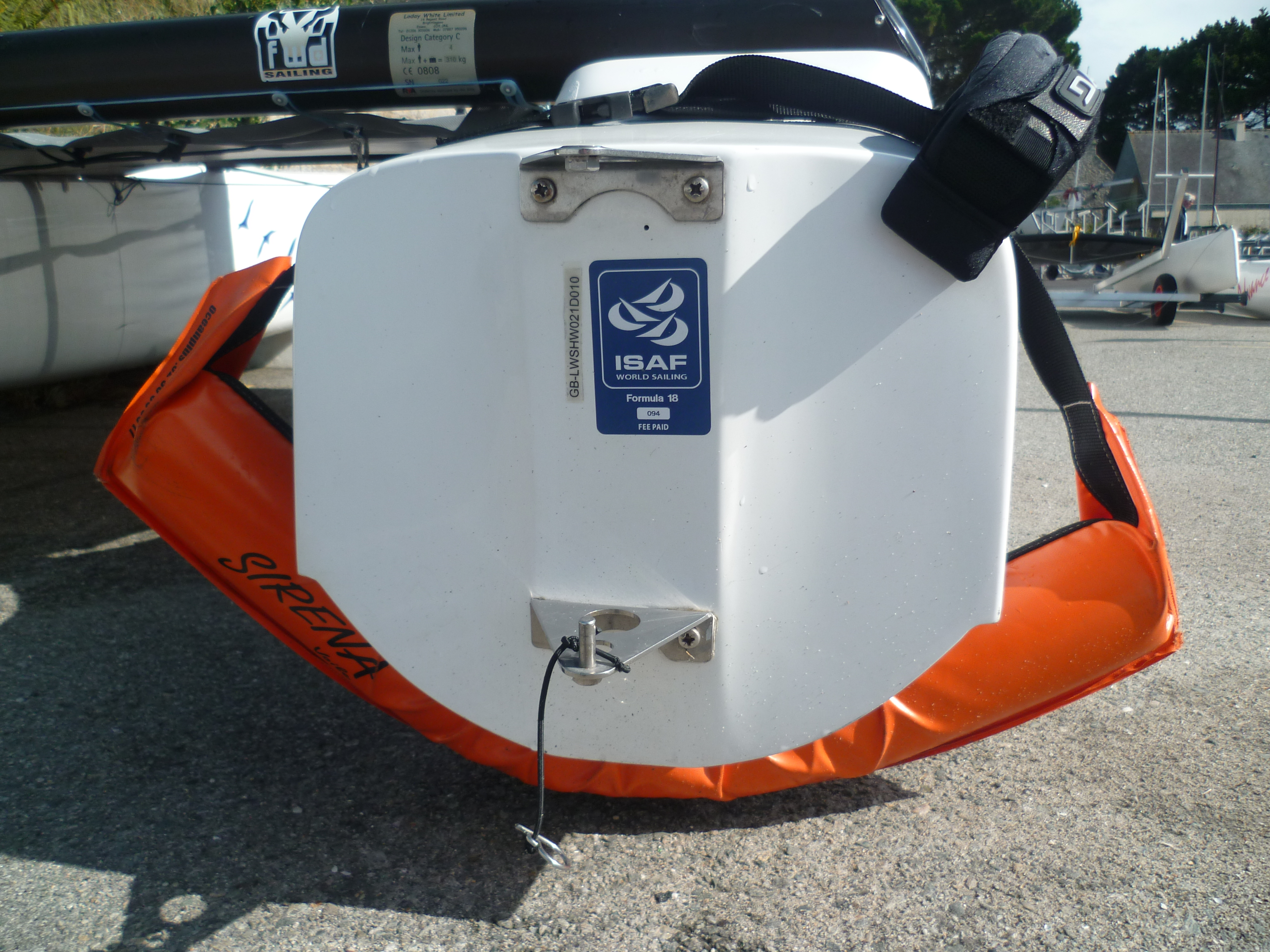
Tableau arrière du catamaran Formule 8 Shockwave, dessiné par Yves Loday.

Yves Loday a conçu les catamarans SL 16 de Sirena Voile et l'Extreme 40. Il est l'architecte des catamarans KL 15.5 et 17, et de plusieurs autres bateaux (comme le 445 «  Simoun »). Il réside au Pouliguen.